# Otakar Švec
Pour les articles homonymes, voir Švec.
Otakar Švec, né le 23 novembre 1892 à Prague et mort le 3 mars 1955 à Prague, est un sculpteur tchécoslovaque.

## Biographie
Elève de Josef Václav Myslbek et Jan Štursa, Otakar Švec créé en 1924 la sculpture futuriste Sunbeam Motorcycle, et des monuments publics à Tomáš Masaryk, Jan Hus et Franklin Delano Roosevelt (les deux premières statues sont détruites par les nazis, et la troisième l'est par les soviétiques).
Son œuvre la plus connue est le Monument à Staline à Prague. Il mit fin à ses jours en mars 1955, peu de temps avant l'inauguration de cette dernière œuvre.

## Œuvre

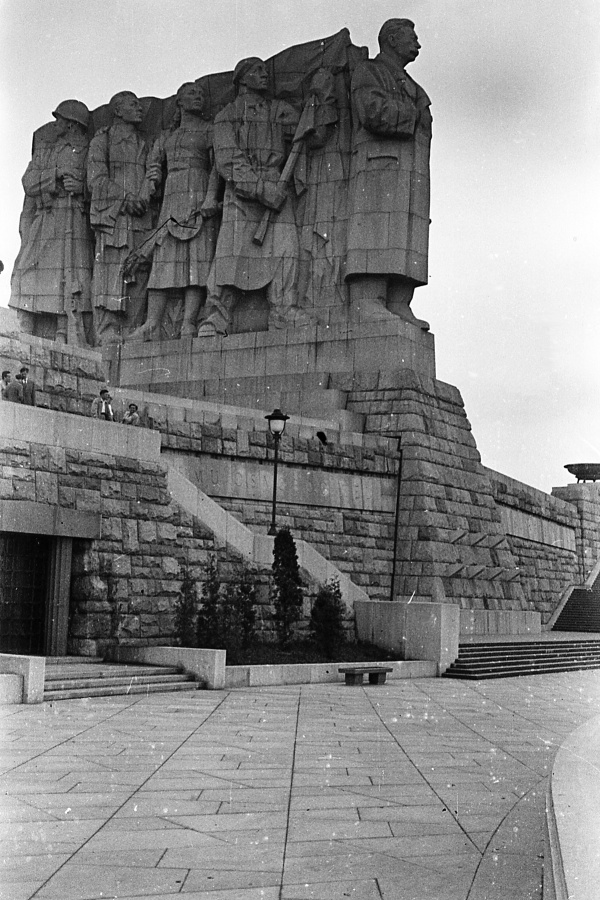
Monument à Staline  à Prague, 1955